# 穆图梅
穆图梅（法語：Mouthoumet，法語：[mutumɛ] ⓘ）是法国奥德省的一个市镇，属于卡尔卡松区。

## 地理
穆图梅（42°57'36"N, 2°31'37"E）面积13.73 平方千米，位于法国奧克西塔尼大區奥德省，该省份为法国南部沿海省份，北起塔恩省，西北接上加龙省，西接阿列日省，南至东比利牛斯省，东临地中海，东北与埃罗省接壤。
与穆图梅接壤的市镇（或旧市镇、城区）包括：欧里亚克、拉内、拉罗克德法、萨尔扎、泰尔姆。

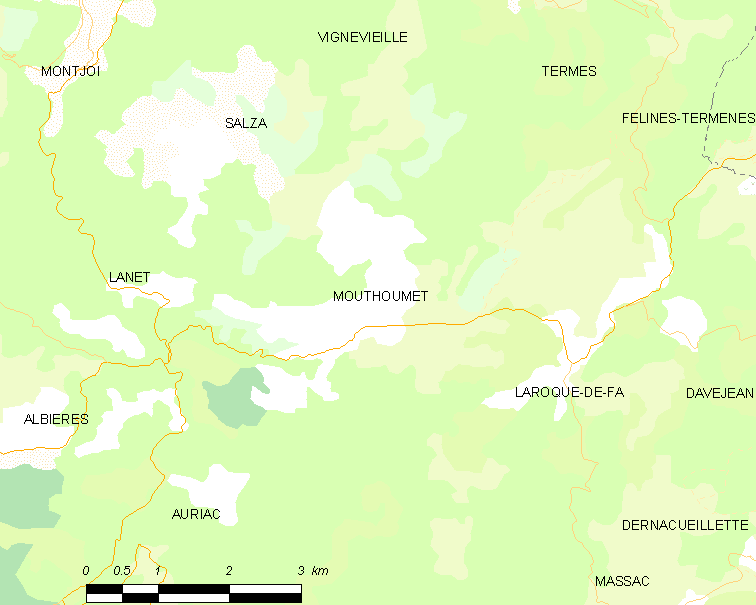
穆图梅的OSM定位图

穆图梅的时区为UTC+01:00、UTC+02:00（夏令时）。

## 行政
穆图梅的邮政编码为11330，INSEE市镇编码为11260。

## 政治
穆图梅所属的省级选区为莱科比耶尔县。

## 人口

1962-2008年间穆图梅人口变化图示

穆图梅于2022年1月1日时的人口数量为115人。